# Korova Milky Bar
Korova Milky Bar – piąty album studyjny zespołu Myslovitz, wydany w 2002 roku.

## Opis
Tytuł nawiązuje do powieści Anthony’ego Burgessa Mechaniczna pomarańcza oraz jej ekranizacji w reżyserii Stanleya Kubricka. W 2003 została wydana angielskojęzyczna wersja tego albumu, która zawiera ponadto cztery utwory z poprzedniego albumu zespołu, Miłość w czasach popkultury. Bonusowy utwór pt. Pocztówka z lotniska, zaśpiewał Przemysław Myszor (klawiszowiec i gitarzysta zespołu). Nagrania materiału na płytę dokonano w Studiu Radia Katowice.
Album nie sprzedał się w większej liczbie egzemplarzy niż jego poprzednik, Miłość w czasach popkultury, za to w grudniu 2003 uzyskał status płyty platynowej. Większość utworów jest utrzymana w klimacie melancholijnym – przyczyną tak ciężkiego, pod względem treści, charakteru płyty była prawdopodobnie ówczesna sytuacja w Polsce, co wydaje się potwierdzać gitarzysta zespołu, Przemysław Myszor: Dla nas Korova Milky Bar [z 'Mechanicznej Pomarańczy' Burgessa] jest miejscem, gdzie coś odmiennego może przydarzyć się twojemu umysłowi. To miejsce jest jak dzisiejsza Polska. Wiesz, Polska jest miejscem, w którym z twoim umysłem dzieją się bardzo dziwne rzeczy. To miejsce pełne kryzysów i wszystko wokół ciebie jest bardzo smutne, bardzo mroczne, bardzo popieprzone. Dlatego teksty na naszej płycie są smutne. Śpiewamy dużo o byciu w dziwnym stanie ducha.
Jesienią 2009, po wygaśnięciu praw Sony Music Entertainment Poland do materiału, nakładem wytwórni EMI Music Poland wydano dwupłytową reedycję albumu. Na dodatkowym CD zamieszczono wersje koncertowe utworów Sprzedawcy marzeń, Szklany człowiek, Behind Closed Eyes, Chciałbym umrzeć z miłości i Marie Minn Restaurant, a także covery piosenek Wonderful Life i Et si tu n’existais pas.
Nagrania dotarły do 2. miejsca listy OLiS.

## Lista utworów
| 1.  | "Sprzedawcy marzeń"                                                          | 3:55  |
|     |                                                                              |       |
| 2.  | "Acidland"                                                                   | 4:14  |
|     |                                                                              |       |
| 3.  | "Bar mleczny Korova"                                                         | 3:04  |
|     |                                                                              |       |
| 4.  | "Wieża melancholii"                                                          | 5:13  |
|     |                                                                              |       |
| 5.  | "Za zamkniętymi oczami"                                                      | 3:28  |
|     |                                                                              |       |
| 6.  | "Kilka błędów popełnionych przez dobrych rodziców"                           | 3:55  |
|     |                                                                              |       |
| 7.  | "Siódmy koktajl"                                                             | 4:19  |
|     |                                                                              |       |
| 8.  | "Nigdy nie znajdziesz sobie przyjaciół, jeśli nie będziesz taki jak wszyscy" | 3:12  |
|     |                                                                              |       |
| 9.  | "W 10 sekund przez całe życie"                                               | 5:19  |
|     |                                                                              |       |
| 10. | "Chciałbym umrzeć z miłości"                                                 | 6:55  |
|     |                                                                              |       |
| 11. | "Szklany człowiek"                                                           | 4:52  |
|     |                                                                              |       |
| 12. | "Pocztówka z lotniska"                                                       | 5:42  |
|     |                                                                              |       |
|     |                                                                              | 54:08 |
|     |                                                                              |       |

## Skład
- Artur Rojek – śpiew, gitara
- Wojtek Kuderski – perkusja
- Jacek Kuderski – gitara basowa, drugi wokal
- Wojtek Powaga – gitara
- Przemek Myszor – gitara, instrumenty klawiszowe, wokal w Pocztówce z lotniska